# Brian Lynch
Brian Lynch (12 de septiembre de 1956, Urbana, Illinois) es un trompetista de jazz ganador de varios premios Grammy. Ha sido miembro del grupo Afro-Caribbean Jazz de Eddie Palmieri y ha liderado el proyecto Latin Side of Miles con el trombonista Conrad Herwig.

## Formación
Lynch creció en Milwaukee, Wisconsin y asistió a Nicolet High School. Empezó a tocar con el pianista Buddy Montgomery y el organista Melvin Rhyne, mientras obtenía un título del Conservatorio de Música de Wisconsin. Después, mientras vivía en San Diego de 1980 a 1981, obtuvo una valiosa experiencia adicional en el grupo de Charles McPherson.
Lynch se mudó a Nueva York a fines de 1981 y fue contratado por Bill Kirchner, actuando y grabando con el noneto de Kirchner. Fue miembro del Horace Silver Quintet (1982-1985) y de la Toshiko Akiyoshi Jazz Orchestra (1982-1988). Simultáneamente, tocó y grabó en la escena latina con el líder de la orquesta de salsa Ángel Canales (1982–83) y con Héctor LaVoe (1983–87). Inició su asociación con Eddie Palmieri en 1987 y, a finales de 1988, se incorporó a la que resultó ser la última edición de la legendaria Art Blakey and the Jazz Messengers. Comenzó su asociación con Phil Woods en 1992 y también trabajó con frecuencia con Benny Golson en esta época.

## Proyectos
En 1986, Lynch grabó su primer álbum como líder, Peer Pressure, para Criss Cross, seguido de Back Room Blues y At the Main Event (Criss Cross), In Process (Ken Music), Keep Your Circle Small (Sharp Nine) y una serie de apariciones como acompañante con Art Blakey y Phil Woods.
Spheres of Influence (Sharp Nine, 1997) se convirtió en el primero de varios proyectos de Lynch que mostraban una fuerte influencia afrocubana. Colaboró con el Afro-Caribbean Jazz Octet de Eddie Palmieri en Arete, Palmas y Vortex (Nonesuch y RMM). A medida que avanzaban los años 90, colaboró con Palmieri como arreglista, cocompositor y director musical. Palmieri volvió a colaborar con Lynch en Simpático, su álbum para ArtistShare.
Lynch ha trabajado con el exalumno de Buena Vista Social Club, Barbarito Torres, grabado con los remixers Joe Claussell, Little Louie Vega y el grupo alternativo latino Yerba Buena. Hizo arreglos para la estrella del pop japonés Mika Nakashima y el productor Shinichi Osawa, ha escrito arreglos de cuerdas para Phil Woods y ha tocado con Maxwell, Prince y Sheila E.
Lynch ha colaborado también con los bateristas Dafnis Prieto, Horacio Hernández, Robby Ameen y Ernesto Simpson; los percusionistas Richie Flores, Pedro Martínez y Roberto Quintero; los pianistas Luis Perdomo, Edsel Gómez, Manuel Valera y David Kikoski; los bajistas John Benítez, Rubén Rodríguez y Hans Glawischnig; y los saxofonistas Miguel Zenón y Yosvany Terry.

## Enseñanza
Lynch ocupa cargos docentes en la Universidad de Miami, la Universidad de Nueva York y el Conservatorio del Norte de los Países Bajos. Ha enseñado en el Stanford Jazz Workshop y ha realizado talleres en numerosos institutos importantes de formación, incluida la Eastman School of Music, el Dartmouth College, la University of North Texas College of Music y la Columbia University.

## Premios
El 11 de febrero de 2007, Brian Lynch y Eddie Palmieri ganaron el premio Grammy al Mejor Álbum de Jazz Latino por Simpático en la 49.ª Entrega Anual de los Premios Grammy en Los Ángeles.
El 27 de enero de 2020, Brian Lynch y su grupo la Brian Lynch Big Band ganaron el premio Grammy al mejor álbum de gran conjunto de jazz por el álbum, The Omni-American Book Club.

## Discografía
- 1986 Peer Pressure (Criss Cross)
- 1989 Back Room Blues (Criss Cross)
- 1991 In Process (Ken)
- 1994 At the Main Event (Criss Cross)
- 1995 Keep Your Circle Small (Sharp Nine)
- 1997 Spheres of Influence (Sharp Nine)
- 2000 Tribute to the Trumpet Masters (Sharp Nine)
- 2001 Do That Make You Mad? (Disk Union)
- 2003 Fuschia/Red (Cellar Live)
- 2004 Brian Lynch Meets Bill Charlap (Sharp Nine)
- 2005 24/7 (Nagel Heyer)
- 2005 Conclave (Criss Cross)
- 2006 Simpatico (ArtistShare)
- 2009 Damian With Brian Lynch and Friends (D&R)
- 2010 Bolero Nights: For Billie Holiday (Venus)
- 2011 Conclave, Vol. 2 (Criss Cross)
- 2011 Unsung Heroes
- 2013 Unsung Heroes, Vol. 2 (CD Baby)
- 2014 Questioned Answer[3]
- 2016 Madera Latino: A Latin Jazz Interpretation on the Music of Woody Shaw[4]
- 2019 The Omni-American Book Club

Con Art Blakey
- Chippin' In (Timeless, 1990)
- One for All (A&M, 1990)

Con Ralph Moore
- Round Trip (Reservoir, 1985 [1987])

Con Herb Robertson
- Sombras de Bud Powell (JMT, 1988)

Con Eddie Palmieri
- Sueño (Intuition Records, 1989)
- Palmas (Electra Nonesuch, 1994)
- Arete (RMM Records, 1995)
- Vórtice (RMM Records, 1996)
- La Perfecta II (Concord Records, 2001)
- Ritmo Caliente (Concord Records, 2003)
- ¡Escucha aqui! (Concord Records, 2005)
- Círculo completo (Uprising Records, 2018)
- Mi Luz Mayor (Uprising Records, 2018)

Con India y Eddie Palmieri
- Llegó La India vía Eddie Palmieri (RMM Records, 1992)

Con Tito Puente y Eddie Palmieri
- Masterpiece/Obra Maestra (RMM Records, 2000)

Con Roberto Magris
- Live in Miami @ The WDNA Jazz Gallery (JMood, 2018)

Con Rob Schneiderman
- Radio Waves (Reservoir, 1991)

Con Phil Woods
- Un asunto para recordar (Evidence, 1995)